# テオドール・モザン

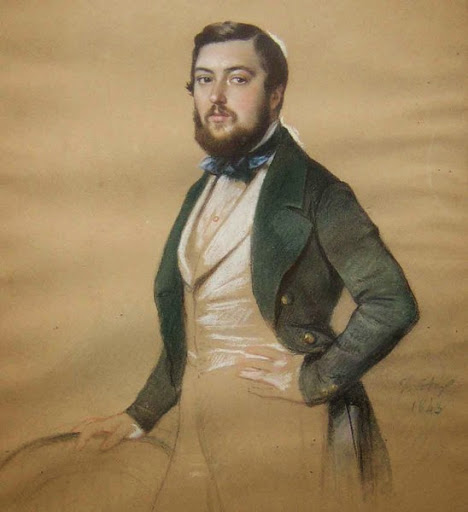
テオドール・デジレ・モザン

テオドール・デジレ・モザン（Théodore Désiré Mozin、1818年1月25日 - 1850年11月16日）は、フランスの作曲家。

## 経歴
モザンはパリで音楽家の家庭に生まれた。モザンは子供の頃、フランソワ＝ジョセフ・ゴセックの弟子である父ブノワ・モザン（1769年 - 1857年）から音楽のレッスンを受けた。ゴセックは自らもいくつかのピアノ作品を作曲し、1795年の設立以来パリ音楽院でピアノを教えていた。叔父のアンドレ・ピエールは最初に入学した生徒の一人で、教師にもなった。テオドールは音楽院に入学し、かつての父や叔父と同じように教師であり作曲家になった。
モーザンは音楽院で学業を修了し、フロメンタル・ハレヴィに対位法を、フェルディナンド・パエールとジャン＝フランソワ・ル・スュールに作曲を、ヴィクトル・ドゥルランに和声を、ピエール・ジメルマンにピアノを学んだ。ハレヴィとアンリ・モンタン・ベルトンの作曲クラスに参加した後、1841年にローマ賞コンクールに出場し、アメデ＝ダヴィッド・ド・パストレの詩『リオネル・フォスカリ』を題材にして第2回グランプリを受賞した。
1837年2月27日、モージンは音楽院で鍵盤研究の助教授に任命され、そこで勉強を続けた。1848年10月1日、当時この施設の所長だったルイジ・ケルビーニは彼をソルフェージュの教授に任命した。
1843年2月18日、彼はパリでマリー・ローズ・アデオーネ・フォセと結婚した。彼は1850年に32歳で亡くなり、モンマルトル墓地に埋葬された。

## 作品
- Lionel Foscari, cantata on a poem by Amédée-David, Marquis de Pastoret (subject of the competition for the Prix de Rome), 1841
- Brilliant variations on an original theme, Op. 2
- First prélude, Op. 10
- Six fantasies on 'La Sirène', Op. 11
- La Plainte du pâtre. Fantaisie brillante pour piano sur une mélodie Pang Morel, Op. 14
- Valses élégantes et brillantes, Op. 15
- Études spéciales, Op. 16
- Études de salon, Op. 17
- Souvenir de Trouville. Original varied quadrille for 4-handed piano, Op. 22 (Paris: E. Mayaud, 1850)
- 12 Special studies for small hands composed for piano, Op. 23
- Alma, brilliant polka composed for piano, Op. 25
- Le Sourire, Grande valse élégante, Op. 26
- L'Ange du réveil. Lyrics by Louis-Émile Vanderburch.
- Contredanses followed by a waltz for piano forte
- Le Dernier vœu. Romance. Lyrics by Auguste Humbert (1843)
- Original Polka-mazurka composed for piano, Op. 54 (1851)